# Токийский хор
«Токийский хор» (яп. 東京の合唱, Tokyo no kôrasu; англ. Tokyo Chorus) — немой фильм режиссёра Ясудзиро Одзу, вышедший на экраны в 1931 году. По жанру представляет собой сочетание социальной драмы и чёрной комедии.

## Сюжет
Фильм начинается с юмористической сценки, в которой непослушные студенты проходят инструктаж под руководством пожилого учителя. Проходит несколько лет. Один из бывших учеников по имени Окадзима работает клерком в страховой компании. Работа не слишком прибыльная, а ведь нужно содержать жену и троих детей; к тому же семилетний сын требует купить ему велосипед, чтобы не выглядеть белой вороной в компании местных ребятишек. Однажды, в день выдачи премии, Окадзима узнаёт, что его коллегу по фамилии Ямада несправедливо уволили, и решает заступиться за последнего. Однако спор с начальником приводит лишь к тому, что Окадзима тоже становится безработным. Все попытки найти работу в охваченном экономическим кризисом Токио оказываются тщетными. Окадзима постепенно впадает в отчаяние...

## В ролях
- Токихико Окада — Синдзи Окадзима
- Эмико Ягума — Цума Сугако
- Хидэо Сугавара — сын Окадзимы
- Хидэко Такаминэ — Миёко, дочь Окадзимы
- Тацуо Сайто — Омура, учитель
- Тёко Иида — жена Омуры
- Такэси Сакамото — Ямада
- Рэйко Тани — президент компании

## О фильме
22-й фильм режиссёра Ясудзиро Одзу, снятый с июня по август 1931 года и вышедший на токийские экраны 15 августа того же года.
Сценарий написан Кого Нода на основе компиляции различных ситуаций из романа «Улица среднего класса» (Shoshimin-gai) Комацу Китамуры (указанного в титрах как соавтора сценария).  После утерянных фильмов Одзу «Тыква» (1928), «Жизнь служащего» (1929) и «Упущенная удача» (1930) это первый из сохранившихся фильм режиссёра, где главным героем становится офисный работник. Считается, что режиссёр обратился к данной истории под впечатлением от американского фильма «Толпа» (1928) режиссёра Кинга Видора.
От неудач становилось невмоготу, и я решил снять фильм с беспечной атмосферой. Съёмки проходили в разгар лета. Было слишком жарко для натурных съёмок даже в солнечные дни. С тех пор я не мог понять, что делать, чтобы снять хороший фильм. Что может режиссёр оставить потомкам? Я начал считать кино бессмысленным. Теперь мне кажется наоборот. Сам факт, что фильм может быть предан забвению, делает его таким очаровательным.